# Potere termoelettrico
Il potere termoelettrico o coefficiente di Seebeck è un indice della propensione di un materiale a manifestare l'effetto Seebeck.
I coefficienti di Seebeck, indicati con la lettera S, sono non lineari e variano al variare del materiale conduttore, della sua struttura cristallina e della sua temperatura assoluta.
Se si considera sufficientemente bassa la differenza di temperatura tra due nodi di una termocoppia:
{\displaystyle T_{2}=T_{1}+\Delta T}
ed è rilevabile una differenza di potenziale elettrico tra i terminali, allora il potere termoelettrico
dell'intera termocoppia è così definito:
{\displaystyle S_{AB}=S_{B}-S_{A}=\lim _{\Delta T\to 0}{\Delta V \over \Delta T}}
Che può essere enunciato anche in relazione al campo elettrico (E) ed al gradiente di temperatura (∇T) dall'equazione:
{\displaystyle {\vec {E}}=S\,\nabla T}
I materiali superconduttori hanno coefficiente pari a zero, e possono essere impiegati per costruire termocoppie in cui è possibile determinare direttamente il potere termoelettrico dell'altro materiale usato nella coppia. Il suo coefficiente corrisponde infatti in questo caso a quello rilevato per l'intera termocoppia. Inoltre una misurazione del coefficiente di Thompson (μ) del materiale
è in relazione con il potere termoelettrico attraverso la formula:
{\displaystyle S=\int {\mu  \over T}dT}
In un semiconduttore il segno del coefficiente di Seebeck permette di determinare la natura dei portatori di carica, elettroni o lacune.

## Modello matematico
Il modello di Drude può essere usato per calcolare l'effetto Seebeck: cioè la differenza di potenziale che si crea se applico una differenza di temperatura tra gli estremi di un conduttore. Se gli elettroni sono un gas libero di particelle carico mi aspetto una densità minore dove la temperatura è maggiore. Quindi per compensare l'effetto si crea localmente un campo elettrico che bilancia tale sbilanciamento di densità:
{\displaystyle {\vec {E}}=S\nabla T}
dove la costante {\displaystyle S,} è chiamato coefficiente di Seebeck.
All'equilibrio la velocità quadratica media dovuta al gradiente di temperatura viene bilanciata da una velocità eguale e contraria dovuta al campo elettrico:
{\displaystyle {\vec {v}}_{T}+{\vec {v}}_{E}=0}
sostituendo le loro espressioni e dividendo per il dt si ottiene che:
{\displaystyle -{\frac {1}{6}}{\frac {dv^{2}}{dT}}\nabla T-{\frac {e}{m_{e}}}{\vec {E}}=0}
Essendo
{\displaystyle {\frac {1}{2}}m_{e}v^{2}={\frac {3}{2}}k_{B}T} segue che:
{\displaystyle {\frac {dv^{2}}{dT}}={\frac {3k_{B}}{m_{e}}}}
Quindi riordinando il bilancio si ottiene che:
{\displaystyle {\vec {E}}=-{\frac {k_{B}}{2e}}\nabla T}
ovvero il coefficiente di Seebeck vale:
{\displaystyle S=-{\frac {k_{B}}{2e}}}
I valori misurati del coefficiente di Seebeck nei metalli dipendono dai metalli e sono due ordini di grandezza più piccoli. Quindi il modello di Drude in questo caso fornisce un risultato completamente errato.

## Coefficiente Seebeck di alcuni metalli a300K
| Argento   | 0,73  | Ferro     | 11,6 | Niobio      | 1,05  | Stronzio  | −3   |
| Alluminio | −2,2  | Gallio    | 0,5  | Neodimio    | −4    | Tantalio  | 0,7  |
| Oro       | 0,82  | Gadolinio | −4,6 | Nichel      | −8,6  | Terbio    | −1,6 |
| Bario     | −4    | Afnio     | 0    | Nettunio    | 8,9   | Torio     | 0,6  |
| Berillio  | −2,5  | Olmio     | −6,7 | Osmio       | −3,2  | Titanio   | −2   |
| Calcio    | 1,05  | Indio     | 0,56 | Piombo      | −0,58 | Tallio    | 0,6  |
| Cadmio    | −0,05 | Iridio    | 1,42 | Praseodimio | 1,1   | Tulio     | −1,3 |
| Cerio     | 13,6  | Potassio  | −5,2 | Plutonio    | 12    | Uranio    | 3    |
| Cobalto   | −8,43 | Lantanio  | 0,1  | Rubidio     | −3,6  | Vanadio   | 2,9  |
| Cromo     | 5     | Litio     | 4,3  | Renio       | −1,4  | Tungsteno | −4,4 |
| Cesio     | —     | Lutezio   | −6,9 | Rodio       | 0,8   | Ittrio    | −5,1 |
| Rame      | 1,19  | Magnesio  | −2,1 | Rutenio     | 0,3   | Itterbio  | 5,1  |
| Disprosio | −4,1  | Manganese | −2,5 | Scandio     | −14,3 | Zinco     | 0,7  |
| Erbio     | -3,8  | Molibdeno | 0,1  | Samario     | 0,7   | Zirconio  | 4,4  |
| Europio   | 5,3   | Sodio     | −2,6 | Stagno      | −0,04 |           |      |